# Britha colubalis
Britha colubalis är en fjärilsart som beskrevs av Felder 1874. Britha colubalis ingår i släktet Britha och familjen nattflyn. Inga underarter finns listade i Catalogue of Life.